# Коменда (община)
Община Коменда (словен. Občina Komenda) — одна з общин в центральній Словенії. Адміністративним центром є місто Коменда. Відома традиціями верхової їзди, бджільництва та кераміки.

## Населення
У 2011 році в общині проживало 5607 осіб, 2789 чоловіків і 2818 жінок. Чисельність економічно активного населення (за місцем проживання), 2502 осіб. Середня щомісячна чиста заробітна плата одного працівника (EUR), 1017,57 (в середньому по Словенії 987.39). Приблизно кожен другий житель у громаді має автомобіль (56 автомобілів на 100 жителів). Середній вік жителів склав 37,2 роки (в середньому по Словенії 41.8). 